# Partito Verde (Brasile)
Il Partito Verde (in brasiliano: Partido Verde) è un partito politico attivo in Brasile dal 1986.

## Ideologia
Il partito ha come porta bandiera l'ideologia ambientalista: in tale ambito propone un'estensione dell'utilizzo delle energie rinnovabili, in primo luogo dell'energia solare.
Il partito propone di riformare l'amministrazione dello stato, incrementando l'uso dell'informatizzazione e diminuendo il numero dei dipendenti pubblici. Si vuole, inoltre, migliorare il sistema federalista.

## Risultati alle elezioni
Alle elezioni generali in Brasile del 2002 i verdi ottennero l'1,4% dei voti ed 5 seggi alla Camera. Alle politiche del 2006 il PV incrementò i propri consensi al 3,6% ed elesse 13 deputati. Alle elezioni presidenziali del 2010, la candidata proposta dal partito verde, Marina Silva, conquistò il 19% dei consensi. Ciò nonostante alle politiche dello stesso anno, il PV ottenne il 3,8% dei consensi ed elesse 15 deputati (+2).